# Paroplapoderus vanvolxemi
Paroplapoderus vanvolxemi is een keversoort uit de familie bladrolkevers (Attelabidae). De wetenschappelijke naam van de soort werd in 1875 gepubliceerd door Roelofs.